# Pierre Henri Hélène Tondu
Pierre-Henri-Hélène-Marie Tondu, detto Lebrun-Tondu (Noyon, 6 marzo 1754 – Parigi, 27 dicembre 1793), è stato un giornalista e politico francese.

## Biografia

### Il periodo prerivoluzionario
Figlio di Christophe-Pierre Tondu, fabbriciere, e di Elisabetta-Rosalia Lebrun, studiò al collegio di Noyon grazie al sostegno finanziario dei canonici della città, prima di iscriversi al liceo Louis-le-Grand, a Parigi.
Entrato in seminario, prese la tonsura con il nome di abbé Tondu ed ebbe un impiego presso l'Osservatorio di Parigi, ove si dedicò alla matematica.
Poi compì il servizio militare per due anni. Installatosi nel Principato vescovile di Liegi nel 1781 con il nome di Pierre Lebrun entrò come proto nella casa editrice Jean-Jacques Tutot, ove divenne presto redattore. Il 28 luglio 1783 sposò a Liegi Marie-Jeanne-Adrienne Cherette.
Nel giugno 1785 lasciò Tutot e con Jacques-Joseph Smits fondò a Liegi il Journal général de l'Europe (Giornale generale d'Europa), periodico favorevole alle nuove idee e che ottenne un grande successo. Sempre più critico nei confronti del Principe-Vescovo di Liegi, dovette trasferirsi nel luglio 1786 a Herve (Vallonia), nei Paesi Bassi austriaci, non lontano da Liegi.
Prima di acquisire la nazionalità di Liegi, si impegnò decisamente nella vita politica e partecipò alla rivoluzione di Liegi nel 1789, redigendo nel contempo il Journal patriotique di Liegi dal 18 marzo al 4 luglio 1790.

### La Rivoluzione
Costretto all'esilio dalla restaurazione del 1791, si trasferì a Lilla nel gennaio ed elaborò con altri esiliati un progetto di Costituzione che proclamava l'eguaglianza di tutti i cittadini, la libertà di stampa e la formazione di un'Assemblea Nazionale ove i borghesi avessero una rappresentanza due volte più numerosa di quella del clero e di quella della nobiltà.
Il 18 dicembre si presentò all'Assemblea nazionale legislativa alla testa d'una delegazione di Liegi per chiedere un decreto di reclutamento di una Legione di volontari belgi e di Liegi..
Impegnato nella politica bellicista di Jacques Pierre Brissot, entrò, grazie a lui ed a Charles François Dumouriez, nell'ufficio del Ministero degli Affari Esteri come primo funzionario..
Dopo il 10 agosto 1792 divenne Ministro degli Affari Esteri nel Consiglio esecutivo provvisorio (11 agosto 1792) e presentò alla  Convenzione nazionale un quadro politico dell'Europa il 25 settembre.
L'8 settembre diede all'esercito rivoluzionario l'ordine d'invadere la Savoia.
Sostenitore di una pace immediata con la Prussia dopo la vittoria di Valmy, condusse negoziati segreti a tal scopo ma, dopo il fallimento di questi ultimi, si mostrò sostenitore della guerra di conquista e difese l'annessione del Belgio e delle Province Unite.
Incaricato provvisoriamente del Ministro della guerra dopo le dimissioni di Servan, il 19 e il 31 dicembre presentò rapporti sui progetti inglesi contro la Francia nei quali si pronunciava a favore della pace e rivelò le proteste della Spagna a favore di Luigi XVI.
Presidente dei quindici del Consiglio Esecutivo il 20 gennaio 1793, firmò l'ordine dell'esecuzione di Luigi XVI.
Nei primi mesi del 1793, tentò di riallacciare i contatti con lord Grenville con lo scopo di evitare una rottura dei rapporti con la Gran Bretagna. Il 7 marzo egli diede conto all'Assemblea della rottura dei rapporti diplomatici con la Spagna e della sua imminente entrata in guerra. Il 2 febbraio invita Sémonville, sospettato d'intelligenza con Luigi XVI a seguito della pubblicazione di una lettera di Talon, trovata fin dal novembre 1792 dentro un armoire de fer (armadio di ferro), a venire a giustificarsi a Parigi e lo sospese dalle sue funzioni..
Denunciato fin dal 1792 dai montagnardi per i suoi legami con i girondini, sospettato di complicità con il generale Dumouriez, il 2 giugno 1793 fu emesso nei suoi confronti un decreto d'arresto insieme a 29 deputati girondini ed al suo collega Étienne Clavière.
Mantenuto dapprima nelle sue funzioni, fu rinviato a giudizio per decreto, insieme a Clavière, di fronte al Tribunale rivoluzionario il 5 settembre, ma riuscì ad evadere il 9. Raggiunse la Bretagna, ove partecipò alla rivolta contro la Convenzione. Tornato a Parigi sotto falso nome di un birraio di Liegi, fu arrestato il 2 nevoso anno II (22 dicembre 1793) da François Héron, agente del comitato di sicurezza generale. Tradotto di fronte al Tribunale rivoluzionario, fu condannato a morte il 7 nevoso (27 dicembre) e ghigliottinato il giorno stesso, per poi essere sepolto in una fossa comune del Cimitero della Madeleine.
La sua difesa, redatta da lui stesso, fu pubblicata nell'anno IV sotto il titolo: Mémoires historiques et justificatifs de mon ministère (memorie storiche e giustificative del mio ministero).

### Giudizio di Madame Roland
Nelle sue memorie Madame Roland lo descrive così: 
(Madame Roland)

## Figli
Da Marie-Jeanne-Adrienne Cherette Lebrun ebbe:
- Jean-Pierre-Louis (nato il 21 luglio 1784)
- Marie-Berbe-Joséphine (nata il 10 settembre 1786),
- Charles-Théodore-Gilbert-Joseph (nato il 16 febbraio 1788)
- Marie-Françoise-Charlotte-Henriette (nata l'11 agosto 1789)

## Fonti parziali
- Adolphe Robert, Gaston Cougny (dir.), Dictionnaire des parlementaires français de 1789 à 1889, Paris, Bourloton, 1889, tome 4 (de Lebrun à Lecointe-Puyraveau), p. 21.